# Hebén
Hebén ist eine weiße Rebsorte der iberischen Halbinsel. Gabriel Alonso de Herrera erwähnte die Rebsorte in seinem 1513 erschienenen Werk „Obra de Agricultura copilada de diuersos auctores“.
Einer bislang nicht überprüfbaren Hypothese nach sei die alte Rebsorte während der Besetzung Spanien durch die Araber nach Spanien gekommen.

## Ampelographische Sortenmerkmale
- Die Triebspitze ist offen. Sie ist weißlich wollig behaart, mit karminrotem Anflug. Die gelbgrünen Jungblätter sind anfangs wollig behaart und danach spinnwebig bedeckt.
- Die großen bis sehr großen grünen Blätter sind fünflappig, tief gebuchtet und fühlen sich weich an. Die Stielbucht ist lyren-förmig offen u. Das Blatt ist stumpf gezähnt. Die Zähne sind im Vergleich der Rebsorten mittelgroß. Die Blattoberfläche ist leicht blasig.

## Abkömmlinge
Durch DNA-Analysen wurde deutlich, dass die Rebsorte auf der gesamten iberischen Halbinsel zahlreiche, durch natürliche Kreuzungen entstandene Abkömmlinge hat. In neuerer Zeit nutzte der Argentinier Angel A. Gargiulo die Rebsorte für umfangreiche Kreuzungsversuche.
| Rebsorte                       | VIVC Nr | Elternteil 1 | Elternteil 2         |
| ------------------------------ | ------- | ------------ | -------------------- |
| Afarta Pobres                  | 78      | Hebén        | ?                    |
| Airén                          |         | Hebén        | ?                    |
| Alarije                        |         | Hebén        | Folha de Figueira    |
| Albaranzeuli Bianco            |         | Hebén        | ?                    |
| Albillo de Granada             |         | Hebén        | Folha de Figueira    |
| Albillo Mayor                  |         | Hebén        | ?                    |
| Alcañón                        |         | Hebén        | ?                    |
| Allaren                        |         | Hebén        | Alfrocheiro          |
| Alvarelhão Ceitão              |         | Hebén        | Alvarelhão           |
| Arizul                         |         | Hebén        | Sultanina            |
| Assario Blanc femelle          |         | Hebén        | Muscat d’Alexandrie  |
| Bastardo dos Frades de Bolonio |         | Hebén        | Trousseau Noir       |
| Bastardo Espanhol              |         | Hebén        | Trousseau Noir       |
| Beba                           |         | Hebén        | ?                    |
| Benicarlo                      |         | Hebén        | Terret               |
| Blanca Gordal                  |         | Hebén        | ?                    |
| Boal Espinho                   |         | Hebén        | Malvasia Fina        |
| Bourrisquou                    |         | Hebén        | Monastrell           |
| Caberinta                      |         | Hebén        | Ruby Cabernet        |
| Cadrete                        |         | Hebén        | ?                    |
| Cañocazo                       |         | Hebén        | ?                    |
| Carrega Tinto                  |         | Hebén        | Alfrocheiro          |
| Castelão Branco                |         | Hebén        | Alfrocheiro          |
| Castillo de Arcos              |         | Hebén        | ?                    |
| Cayetana Blanca                |         | Hebén        | ?                    |
| Côdega do Larinho              |         | Hebén        | Rabigato             |
| Corazon de Cabrito             |         | Hebén        | ?                    |
| Cot de Cheragas                |         | Hebén        | Monastrell           |
| Derechero                      |         | Hebén        | ?                    |
| Diagalves Faux                 |         | Hebén        | Alfrocheiro          |
| Epero de Gall                  |         | Hebén        | Monastrell           |
| Ferral (Rebsorte)              |         | Hebén        | Breval Negro         |
| Fiudedda                       |         | Hebén        | Parraleta            |
| Forcallat Tinta                |         | Hebén        | ?                    |
| Fumat                          |         | Hebén        | ?                    |
| Galego de Montemor             |         | Hebén        | Trousseau            |
| Gargiulo 181                   |         | Hebén        | Sultanina            |
| Gargiulo 183                   |         | Hebén        | Sultanina            |
| Gargiulo 279                   |         | Hebén        | Sultanina            |
| Gargiulo 289                   |         | Hebén        | Sultanina            |
| Gargiulo 291                   |         | Hebén        | Sultanina            |
| Gargiulo 377                   |         | Hebén        | Sultanina            |
| Gargiulo 530                   |         | Hebén        | Sultanina            |
| Gargiulo 1 062                 |         | Hebén        | Ximenes Zumbon       |
| Gargiulo 1 272                 |         | Hebén        | Ximenes Zumbon       |
| Gargiulo 2 487                 |         | Hebén        | Cabernet Sauvignon   |
| Gargiulo 2 539                 |         | Hebén        | Cabernet Sauvignon   |
| Gargiulo 3 951                 |         | Hebén        | Carignan             |
| Gargiulo 3 963                 |         | Hebén        | Carignan             |
| Gargiulo 1 4951                |         | Hebén        | Ruby Cabernet        |
| Gargiulo 26 189                |         | Hebén        | Barbera              |
| Gargiulo 45 803                |         | Hebén        | Glera                |
| Gargiulo 92 228                |         | Hebén        | Cardinal (Rebsorte)  |
| Garro                          |         | Hebén        | Graciano             |
| Gaspard                        |         | Hebén        | Alicante Bouschet    |
| Giro di Bosa                   |         | Hebén        | Parraleta            |
| Gorgollasa                     |         | Hebén        | ?                    |
| Gouveio Real                   |         | Hebén        | ?                    |
| Gregu Nieddu                   |         | Hebén        | Monastrell           |
| Grelho Portalegre              |         | Hebén        | ?                    |
| Jeronimo                       |         | Hebén        | ?                    |
| Lariao                         |         | Hebén        | Ahmeur Bou Ahmeur    |
| Lourela                        |         | Hebén        | Cainho de Terra      |
| Malmsey                        |         | Hebén        | ?                    |
| Malvar                         |         | Hebén        | Folha de Figueira    |
| Malvasia de Colares            |         | Hebén        | Amaral               |
| Malvasia Babosa                |         | Hebén        | Malvasia di Sardegna |
| Malvasia Comun                 |         | Hebén        | ?                    |
| Malvasia Fina                  |         | Hebén        | Alfrocheiro          |
| Merseguera                     |         | Hebén        | Folha de Figueira    |
| Molinera                       |         | Hebén        | ?                    |
| Mollar Cano                    |         | Hebén        | ?                    |
| Monica Nera                    |         | Hebén        | ?                    |
| Montua                         |         | Hebén        | Dedo de Dama         |
| Moscatel de Angues             |         | Hebén        | Muscat d’Alexandrie  |
| Moscatel Nunes                 |         | Hebén        | Muscat d’Alexandrie  |
| Naparo                         |         | Hebén        | ?                    |
| Nieddu Mannu                   |         | Hebén        | ?                    |
| Nuno Gomes                     |         | Hebén        | Muscat d’Alexandrie  |
| Padeiro                        |         | Hebén        | Vinhao               |
| Parellada                      |         | Hebén        | ?                    |
| Pascale di Cagliari            |         | Hebén        | Monastrell           |
| Pedro Ximénez                  |         | Hebén        | ?                    |
| Pensal Blanca                  |         | Hebén        | ?                    |
| Perrum Branco                  |         | Hebén        | ?                    |
| Peu de Garsa                   |         | Hebén        | ?                    |
| Picapoll Rojal                 |         | Hebén        | ?                    |
| Plant de Banyuls               |         | Hebén        | Clairette            |
| Planta Fina                    |         | Hebén        | ?                    |
| Quigat                         |         | Hebén        | ?                    |
| Rabigato Moreno                |         | Hebén        | Rabigato             |
| Roupeiro Branco                |         | Hebén        | Folgasão             |
| Roxo dos Pintos                |         | Hebén        | Ahmer Bou’Amer       |
| Sabra femelle                  |         | Hebén        | Cayetana Blanca      |
| Sabro                          |         | Hebén        | ?                    |
| Sena                           |         | Hebén        | Manseng Noir         |
| Sumoll                         |         | Hebén        | ?                    |
| Arragoni                       |         | Hebén        | ?                    |
| Torralba                       |         | Hebén        | Breval Negro         |
| Tourbat                        |         | Hebén        | ?                    |
| Trepat                         |         | Hebén        | ?                    |
| Trincadeira Branca             |         | Hebén        | Trousseau Noir       |
| Trincadeira das Pratas         |         | Hebén        | Alfrocheiro          |
| Verdejo de Salamanca           |         | Hebén        | Listan Prieto        |
| Verdil                         |         | Hebén        | ?                    |
| Vijariego Blanco               |         | Hebén        | ?                    |
| Vinyater                       |         | Hebén        | Albillo Mayor        |
| Viura                          |         | Hebén        | Brustiano Faux       |
| Xarello                        |         | Hebén        | Brustiano Faux       |
| Ximenes Zumbon                 |         | Hebén        | ?                    |
| Zalema                         |         | Hebén        | ?                    |
| Zanter Gilbert                 |         | Hebén        | Piquepoul Noir       |
| Zirone Bianco                  |         | Hebén        |                      |

## Synonyme
32 Synonyme sind bekannt: Alzibib, Aparia, Augibi, Auzeby, Ben, Calabresa Di Oliena, Edenes, Even, Fragilis, Gibi, Heven Jaen, Jeven, Jubi Blanc, Laco Blanco, Lard De Pouerc, Lekel Aneb, Lekhal Aneb, Maccabeu, Maccabeu A Gros Grains, Monica Bianca, Mora Bianca, Mora Bianca Di Sini, Mourisco, Mourisco Branco, Pansale, Panse Blanche, Pansera, Panseras, Pansero, Passerille Blanche, Tercia Blanc, Torrontes.